# Parexosoma
Parexosoma là một chi bọ cánh cứng trong họ Chrysomelidae.
Chi này được miêu tả khoa học năm 1932 bởi Laboissiere.

## Các loài
Các loài trong chi này gồm:
- Parexosoma flaviventre (Baly, 1878)
- Parexosoma metallicum (Bryant, 1954)